# Teatro Municipal Enrique Buenaventura
El Teatro Municipal Enrique Buenaventura, anteriormente llamado Teatro Municipal de Cali, fue construido el 9 de abril de 1918 y se declaró monumento nacional en 1982, se encuentra ubicado en el centro de la ciudad de Santiago de Cali.

## Historia

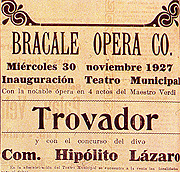
Recorte de periódico de la época que da testimonio de la inauguración del teatro.

Luego del incendio que consumió el Teatro Borrero ubicado en la carrera 4 entre calles 10 y 11, Manuel María Buenaventura impulsó la idea de la creación de un nuevo teatro para la ciudad. Por el alto precio del proyecto el Concejo Municipal en un principio se negó a la idea, pero para solventar el problema monetario se creó la lotería de la ciudad.
Con la presentación de «El Trovador» de Giuseppe Verdi a cargo de la compañía de ópera Bracale se inauguró el Teatro Municipal de Cali el 30 de noviembre de 1927. El teatro ha experimentado varias remodelaciones, la primera de ellas en 1953, después de la cual se reinauguró el teatro al año siguiente. En el marco de los 450 años de fundación de la ciudad, se comenzaron diversas obras para el ensanche del teatro. En 2008 la Universidad del Valle realizó un estudio para la restauración del teatro que había sufrido deterioro en su estructura por la humedad y la falta de mantenimiento. En junio de 2009 el Ministerio de Cultura autorizó el proyecto de restauración que comenzó al mes siguiente; la autorización fue necesaria ya que el teatro fue declarado monumento nacional en 1982.

## Arquitectura

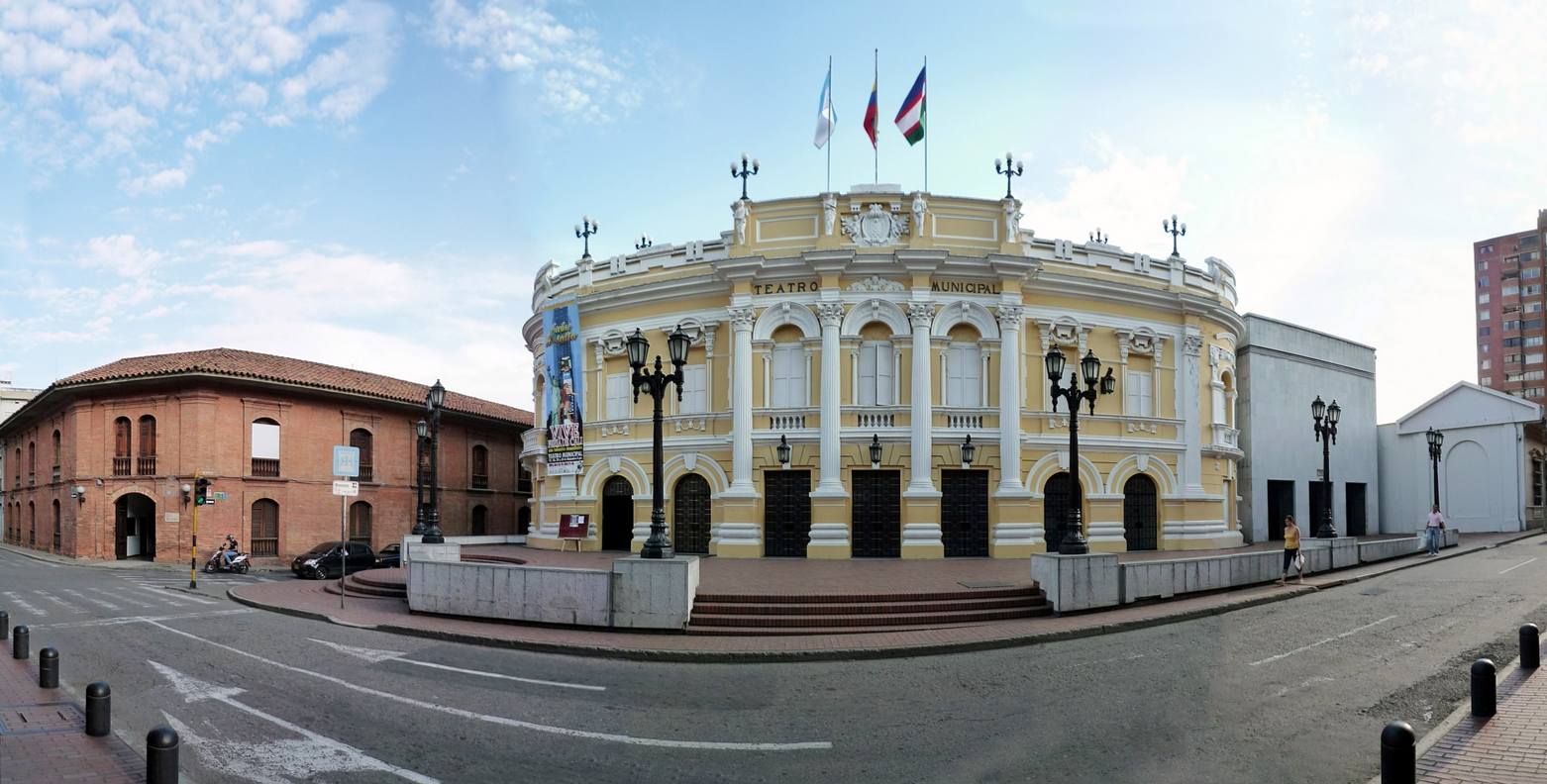
Vista frontal del teatro.

El teatro cuenta con un estilo clásico italiano y se encuentra adornado por múltiples obras de artistas nacionales y extranjeros. La Sala Principal del teatro tiene una capacidad de 1018 espectadores que se dividen en diferentes localidades, cada uno con un nombre particular, siendo la Luneta la primera y está situada a un nivel más bajo que el escenario. Le siguen el Primer y Segundo palco respectivamente divididos en cubículos numerados y en los dos últimos niveles el anfiteatro y la galería.
El escenario tiene una boca de 7,30 m, una fondo de 11,20 m y una altura de 5 m y está constituida de varias partes como lo son el Foso, donde se ubica la orquesta o ambientación musical, el Subescenario, el Plano Inclinado y Levadizo, el Foro, la Chimenea de Contrapesos y la Tramoya. Además de la Sala Principal el teatro cuenta con un Teatrino con una capacidad de 206 personas, construido como parte de las ampliaciones de 1987; una Sala de Ensayos y Camerinos.

## Arte

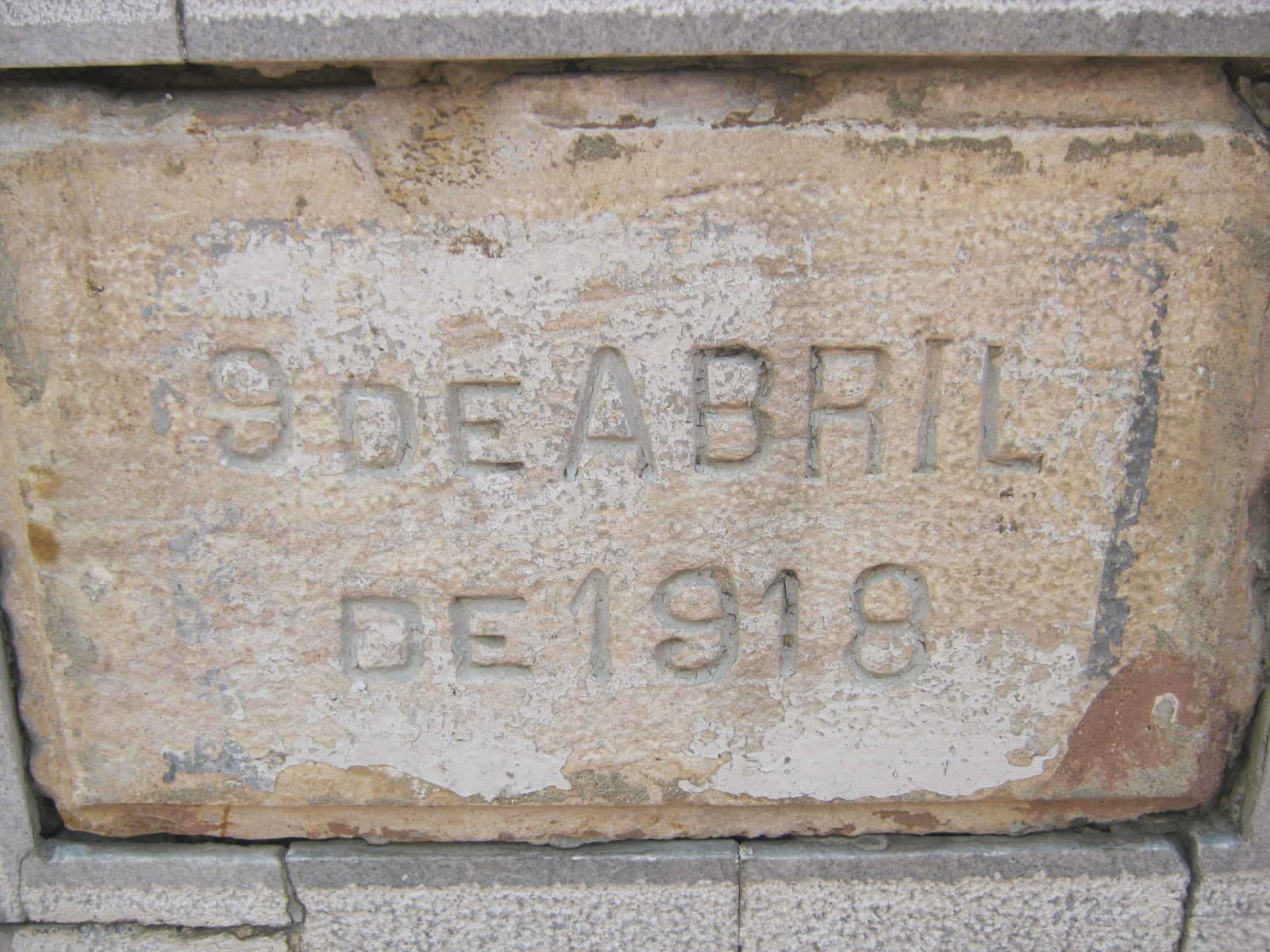
Piedra angular del Teatro, puesta el 9 de abril de 1918.

El teatro cuenta desde sus inicios con frescos en su plafón realizados por el pintor bogotano adiestrado en Italia Mauricio Ramelli Andreani, el mismo que realizó los frescos de la Iglesia de San Francisco, muy próxima al teatro. Las obras de Ramelli están inspiradas en el renacimiento e influenciadas por los elementos de la región y su pasado colonial. La decoración del foyer fue encargada en 1937 por la Junta Constructora del Teatro Municipal de Cali al pintor Efraim Martínez, oriundo de Popayán. El payanés se inspiró en la obra de Jorge Isaacs María y en la triple manifestación del sol. En total el maestro Martínez realizó  obras, que a través de los años han sido distribuidas por todo el teatro.